# Týn nad Bečvou
Týn nad Bečvou (deutsch Thein) ist eine Gemeinde in Tschechien. Sie liegt vier Kilometer südöstlich von Lipník nad Bečvou und gehört zum Okres Přerov.

## Geographie
Týn befindet sich südwestlich der Mündung der Jezernice am linken Ufer des Flusses Bečva unterhalb der Burg Helfštýn (deutsch Helfenstein, auch Helfstein) am Nordrand des Maleníkwaldes. Östlich erhebt sich der Berg Krásnice.

## Geschichte
Die Gegend ist Fundstelle von Gräbern aus der jüngeren Steinzeit. Die erste schriftliche Erwähnung stammt aus dem Jahr 1447, als Týn zum Herrschaftsbereich der Herren von Helfstein gehörten. Unter der Herrschaft der Pernsteiner zählte das Dorf 22 Siedlungen, die Herren von Ludanice bauten einen Hof und Brauerei.

## Persönlichkeiten
Der Komponist Bedřich Smetana verweilte 1852 und 1854 bei seiner Schwester und seinem Schwager.

## Sehenswürdigkeiten
- Burg Helfstein eine der größten spätmittelalterlichen Festungsanlagen Europas
- Felsen unter der Burg Helfstein (Kletterfelsen)
- Kirche der Jungfrau Maria (1733) mit ehemaligen Friedhof
- Statue des Hl. Johann von Nepomuk (1778)
- Gabrielka, Waldpfad benannt nach der Tochter von Bedřich Smetana